# Kanton Tain-l'Hermitage
Kanton Tain-l'Hermitage (fr. Canton de Tain-l'Hermitage) je francouzský kanton v departementu Drôme v regionu Rhône-Alpes. Skládá se ze 14 obcí.

## Obce kantonu
- Beaumont-Monteux
- Chanos-Curson
- Chantemerle-les-Blés
- Crozes-Hermitage
- Érôme
- Gervans
- Granges-les-Beaumont
- La Roche-de-Glun
- Larnage
- Mercurol
- Pont-de-l'Isère
- Serves-sur-Rhône
- Tain-l'Hermitage
- Veaunes